# Замок Карксі
Замок Карксі (ест. Karksi ordulinnus; латис. Karkuses pils; інша назва фортеці — замок Каркус) — руїни та архітектурна пам'ятка Естонії, розташована поблизу містечка Карксі-Нуя, в регіоні Вільяндімаа. До остаточного зруйнування 1708 року Петром I укріплення слугувало замком і стратегічним місцем для різних країн, зокрема для Лівонського ордену, що звів фортецю 1248 року. Багаторазова замок піддавали повному спаленню чи знищенню. Так, вперше дерев'яний замок спалено за часів походу Витеня на Лівонський орден 1298 року, проте вже 1357 року його перебудували з каменю, оточивши також додатковими укріпленнями. Після поразки Лівонського ордену в Лівонській війні з Московським царством, замок почергово переходив у володіння то Московського царства (1573; 1703), то Шведської імперії (1564; 1600; 1621; 1629), то у володіння Речі Посполитої (1578; 1602).
Вважається, що раніше на добре захищеній крутими схилами замкової горі знаходилося маленьке місто стародавніх естів Лоссімяги. Водна перешкода і крутий схил слугували для замку гарною перепоною від ворогів.

## Місце розташування
Замок Карксі розташований неподалік від Карксі-Нуйа, маленького містечка в південній частині Вільяндиського повіту на півдні Естонії. Розташований на двох високих пагорбах над озером. Озеро знаходиться на північний захід від замку. Північно-східна частина замку розташована вздовж дороги від колишнього родинного цвинтаря сім'ї Лівенс.

## Архітектура
Укріплення на північній вершині виконували роль форбурга (передове укріплення, випнута вперед частина замку, фортеці. Іноді відділяється від основної будівлі рівчаком, каналом або розвідним мостом). Від них до теперішнього часу мало що збереглося. Замок Карксі з усіх боків оточений кам'яною стіною.

###### Вежі
Основну увагу будівельники приділили північно-східній стороні замку, де звели три вежі. Найкраще збереглася найбільш укріплена башта — центральна, яка розташовується біля брами. Східна вежа — розташовувалася далі, де стіни згортають на південний захід. На стіні над воротами також були обладнані місця для оборони, поруч з якими знаходилася — Північна вежа, для прикриття з флангу.

###### Рів
Фортеця складалася з укріпленого замку і форбурга. Між ними знаходився рів, через який було перекинуто підіймальний міст. Рів був викопаний з північно-східної сторони, а потім переходить на південь та на північ в природні обриви, так що підйом до стін замку був утруднений з будь-якого боку.

## Історія

### Лівонський хрестовий похід і Російсько-лівонська війна
Вперше в писаннях про замок Карксі згадується земля — Сакала (ест. Sakalas), на якій Лівонський орден побудував замок Карксі, під час Лівонського хрестового походу в 1248 році. Є згадка в літописах, що під час невдалого походу Витеня на Лівонський орден у 1298 році, литовці спустошували землі навколо фортеці Карксі, а потім обманом захопили фортецю та знищили.
Після відновлення замку лицарями він був спалений знов у 1329 році. Спочатку замок був із дерева, але після його спалення у 1298 році, магістр ордена Госвін фон Геріке в 1357 році наказав спорудити на місці зруйнованої фортеці кам'яний замок і оточити його стіною.
У 1366 році під час чергового походу литовців проти лівонців замок був знищений.

### Північна війна
Каркус відійшов до шведів у вересні 1564 року за договором, укладеним у вересні 1564 року з росіянами. Потім поляки кілька разів безуспішно намагалися відвоювати замок. 25 лютого 1573 року російські війська змогли завоювати Карксі без особливих проблем. Росіяни поступилися Карксі їх тодішнього союзника герцогу Магнусу. Фортеця залишалася в його володіннях до 1578 року.
Словесні та письмові настанови для Магнуса від Государя:
«Королю Магнусе! Іди з дружиною в уділ, призначений для вас. Я хотів нині ж вручити тобі владу і над іншими містами Лівонськими, разом з багатим грошовим приданим, але згадав зраду Таубе й Круза, обсипаних нашими милостями… Ти син Вінценосця, тому й мушу мати до тебе більше довіреності, ніж до слуг підлих; але — ти людина! Якщо зрадиш мені, та золотом скарбниці моєї наймеш воїнів, щоб діяти заодно з нашими ворогами, то ми змушені будемо власною кров'ю знову діставати Лівонію. Заслужи милість постійну, іспитану вірністю!»

Довгий час замок Карксі був у володіннях Польщі. У 1600 році замок був захоплений шведами, і був на їх території до 1602 року, коли поляки відвоювали його назад. Але в 1621 році Карксі все-таки переходить у володіння шведів.
Остаточно замок був закріплений за шведами 16 вересня 1629 році за Шведсько-Польського мирного договору в Альтмарці. Шведи відновлювати сам замок не стали, бо за час численних воєн він був повністю зруйнований.
В 1703 році, під час Північної війни, замок був захоплений російськими військами. Трохи пізніше в 1708 році за наказом Петра I замок був остаточно зруйнований і з тих часів стоїть у руїнах.

### Після Лівонської та Північної війн
Після Лівонської війни і особливо після Північної війни біля замку Карксі почали будувати маєток, з такою ж назвою — Карксі. Маєток став центром фортеці. В 1747 році імператриця Росії Єлизавета подарувала садибу Карксі Георгу фон Лівенілю. У 1795 році маєток перейшов у власність Йоганна фон Відімаєрі. З 1800 року, до передачі в 1919 році, садиба належала родині Дантен. Останнім власником садиби був Райнхард фон Дунтен-Далвигк, повне ім'я — Райнхард Граф Дантен Барон Далвігк-Шоєнбург-Ліштенфелс.